# Calviac-en-Périgord
Calviac-en-Périgord é uma comuna francesa na região administrativa da Nova Aquitânia, no departamento Dordonha. Estende-se por uma área de 14,7 km². Em 2010 a comuna tinha 532 habitantes (densidade: 36,2 hab./km²).